# Ehrenzeichen für Verdienste um das Bundesland Niederösterreich

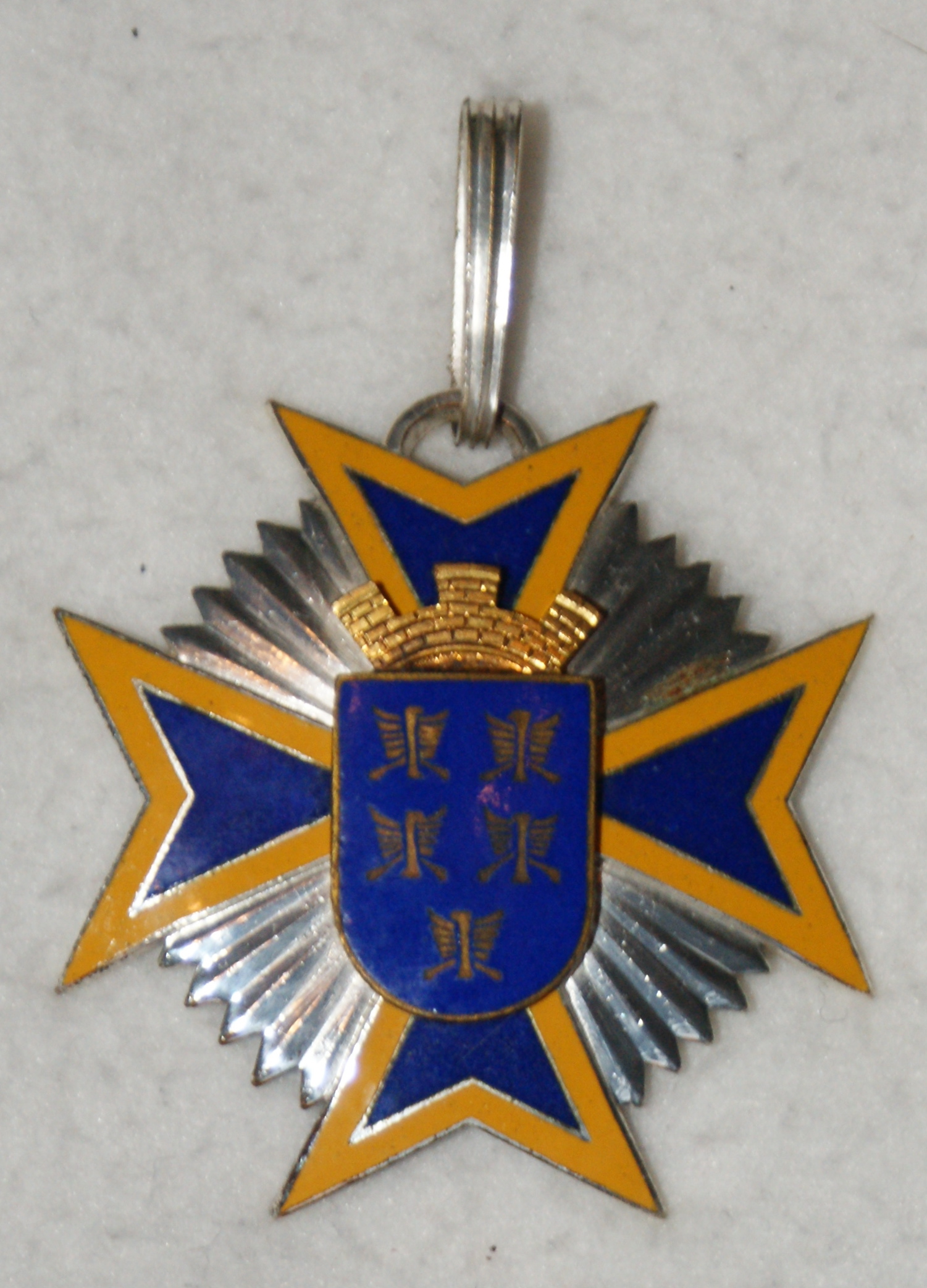
Silbernes Komturkreuz

Das Ehrenzeichen für Verdienste um das Bundesland Niederösterreich ist nach dem Ehrenring des Landes Niederösterreich die bedeutungsvollste Ehrung, die gegenwärtig vom Bundesland  Niederösterreich vergeben wird. Die Vergabe des Ehrenzeichens obliegt der niederösterreichischen Landesregierung, über die Verleihung ist vom Landeshauptmann namens der Landesregierung eine Urkunde auszustellen. Die Überreichung des jeweiligen Ehrenzeichens nimmt im Rahmen eines Festaktes (meist) der Landeshauptmann vor. Basis für die Verleihung des Ehrenzeichens ist das „Landesgesetz über das Ehrenzeichen für Verdienste um das Bundesland Niederösterreich“ aus dem Jahr 1974, LGBl. 0520-0.

## Ordensstufen
Das Ehrenzeichen für Verdienste um das Bundesland Niederösterreich umfasst derzeit zwölf Stufen, wobei die einzelnen Insignien je nach Klasse unterschiedliche Formen (Kreuze, Sterne, Medaillen) aufweisen:

### Goldenes Komturkreuz mit dem Stern des Ehrenzeichens für Verdienste um das Bundesland Niederösterreich
- Halsdekoration: Höhe 65 mm, Breite 65 mm. Vierteiliges Kreuz mit acht Spitzen, blau-gelb emailliert, zwischen den Kreuzschenkeln je sieben vergoldete Strahlen, überhöht durch das Landeswappen. Die Verbindung dieses Kreuzes mit dem Bande wird durch eine 22 mm lange und 4 mm breite vergoldete Öse hergestellt.
- Band: Blau-gelb mit gegenteiligen gelb-blauen Bordierungen, 45 mm breit.
- Bruststern: Höhe 75 mm, Breite 75 mm. Sechszackiger vergoldeter Strahlenstern mit Brochierung, überhöht durch das Kleinod (vierteiliges Kreuz mit acht Spitzen, blau-gelb emailliert, darauf das Landeswappen in Email).

### Silbernes Komturkreuz mit dem Stern des Ehrenzeichens für Verdienste um das Bundesland Niederösterreich
- Halsdekoration: Höhe 65 mm, Breite 65 mm. Vierteiliges Kreuz mit acht Spitzen, blau-gelb emailliert, zwischen den Kreuzschenkeln je sieben versilberte Strahlen, überhöht durch das Landeswappen. Die Verbindung dieses Kreuzes mit dem Bande wird durch eine 22 mm lange und 4 mm breite versilberte Öse hergestellt.
- Band: Blau-gelb mit gegenteiligen gelb-blauen Bordierungen, 45 mm breit.
- Bruststern: Höhe 75 mm, Breite 75 mm. Sechszackiger versilberter Strahlenstern mit Brochierung, überhöht durch das Kleinod (vierteiliges Kreuz mit acht Spitzen, blau-gelb emailliert, darauf das Landeswappen in Email).

### Goldenes Komturkreuz des Ehrenzeichens für Verdienste um das Bundesland Niederösterreich
- Halsdekoration: Höhe 65 mm, Breite 65 mm. Vierteiliges Kreuz mit acht Spitzen, blau-gelb emailliert, zwischen den Kreuzschenkeln je fünf vergoldete Strahlen, überhöht durch das Landeswappen in Email. Die Verbindung dieses Kreuzes mit dem Bande wird durch eine 22 mm lange und 4 mm breite vergoldete Öse hergestellt.
- Band: Blau-gelb mit gegenteiligen gelb-blauen Bordierungen, 45 mm breit.

### Silbernes Komturkreuz des Ehrenzeichens für Verdienste um das Bundesland Niederösterreich
- Halsdekoration: Höhe 65 mm, Breite 65 mm. Vierteiliges Kreuz mit acht Spitzen, blau-gelb emailliert, zwischen den Kreuzschenkeln je fünf versilberte Strahlen, überhöht durch das Landeswappen in Email. Die Verbindung dieses Kreuzes mit dem Bande wird durch eine 22 mm lange und 4 mm breite versilberte Öse hergestellt.
- Band: Blau-gelb mit gegenteiligen gelb-blauen Bordierungen, 45 mm breit.

### Großes Goldenes Ehrenzeichen für Verdienste um das Bundesland Niederösterreich

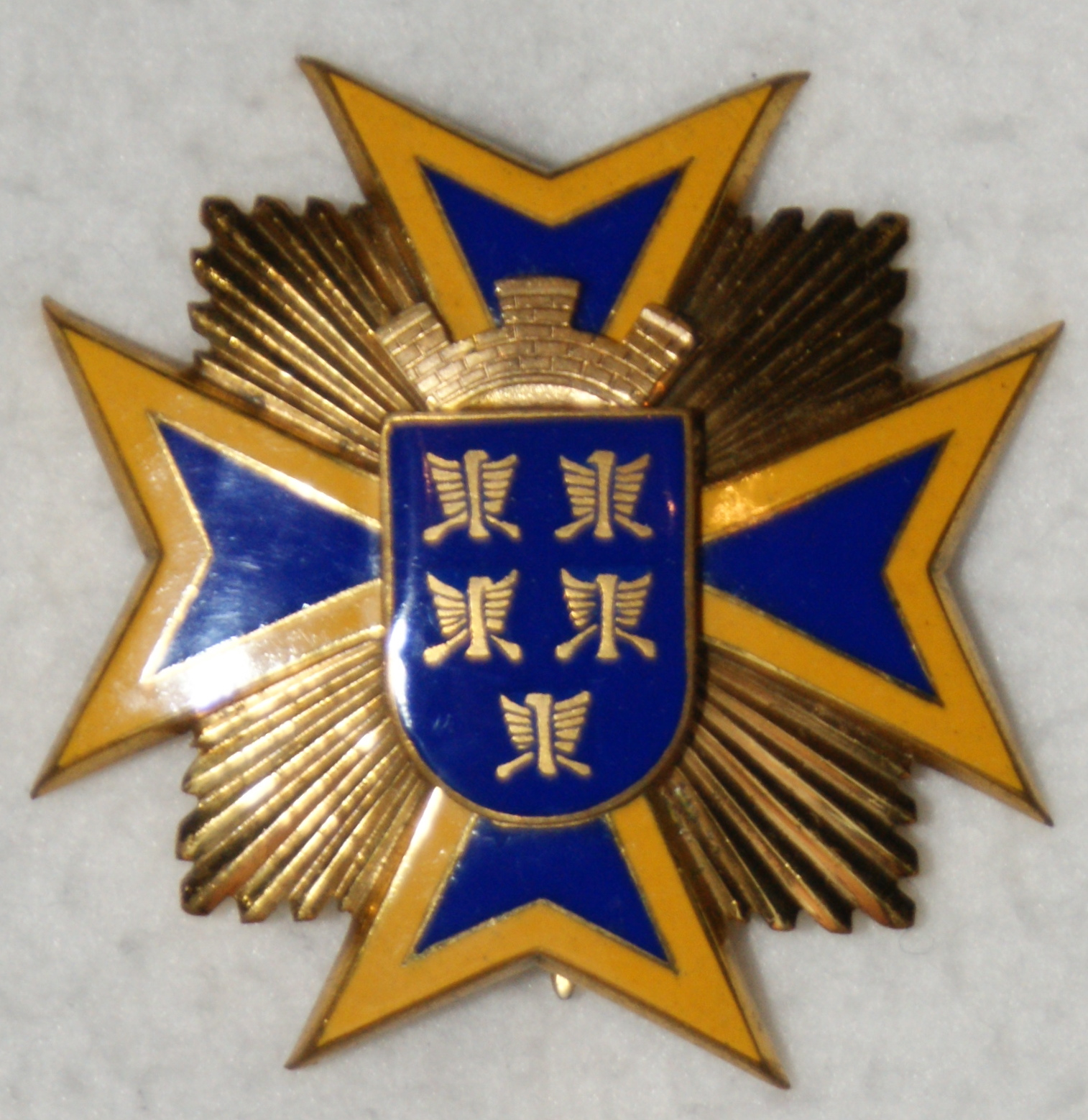
Großes Goldenes Ehrenzeichen

- Brustdekoration: Höhe 65 mm, Breite 65 mm. Vierteiliges Kreuz mit acht Spitzen und Brochierung, blaugelb emailliert, zwischen den Kreuzschenkeln je sieben vergoldete Strahlen, überhöht durch das Landeswappen in Email.

### Großes Ehrenzeichen für Verdienste um das Bundesland Niederösterreich
- Brustdekoration: Höhe 65 mm, Breite 65 mm. Vierteiliges Kreuz mit acht Spitzen und Brochierung, blaugelb emailliert, zwischen den Kreuzschenkeln je sieben versilberte Strahlen, überhöht durch das Landeswappen in Email.

### Goldenes Ehrenzeichen für Verdienste um das Bundesland Niederösterreich
- Kleinod: Höhe 48 mm, Breite 48 mm. Vergoldetes vierteiliges Kreuz mit acht Spitzen, glatter Rand, Feld fein gekörnt, mit Öse und Ring am dreieckig gefalteten Bande. Das Kreuz ist überhöht durch das Landeswappen in Email.
- Band: Blau, 45 mm breit, mit einem 5 mm breiten gelben Mittelstreifen und in Abständen von je 2 mm beiderseits des Mittelstreifens zwei je 2 mm breite gelbe Streifen.

### Silbernes Ehrenzeichen für Verdienste um das Bundesland Niederösterreich

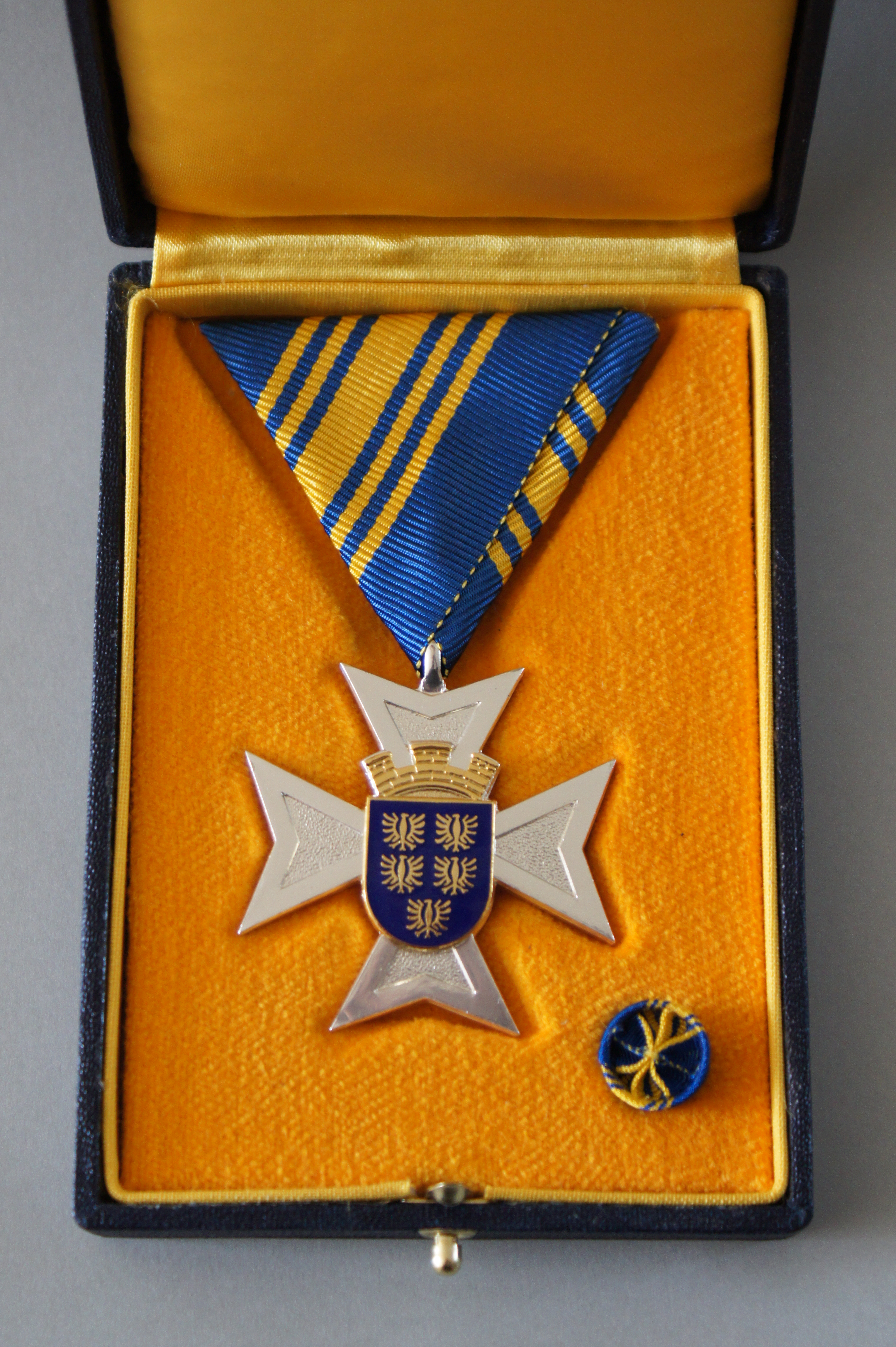
Silbernes Ehrenzeichen

- Kleinod: Höhe 48 mm, Breite 48 mm. Versilbertes vierteiliges Kreuz mit acht Spitzen, glatter Rand, Feld fein gekörnt, mit Öse und Ring am dreieckig gefalteten Bande. Das Kreuz ist überhöht durch das Landeswappen in Email.
- Band: Blau, 45 mm breit, mit einem 5 mm breiten gelben Mittelstreifen und in Abständen von je 2 mm beiderseits des Mittelstreifens zwei je 2 mm breite gelbe Streifen.

### Verdienstzeichen des Bundeslandes Niederösterreich
- Kleinod: Höhe 48 mm, Breite 48 mm. Bronziertes vierteiliges Kreuz mit acht Spitzen, glatter Rand, Feld fein gekörnt, mit Öse und Ring am dreieckig gefalteten Bande. Das Kreuz ist überhöht durch das Landeswappen in Email.
- Band: Blau, 45 mm breit, mit einem 5 mm breiten gelben Mittelstreifen und in Abständen von je 2 mm beiderseits des Mittelstreifens zwei je 2 mm breite gelbe Streifen.

### Goldene Medaille des Ehrenzeichens für Verdienste um das Bundesland Niederösterreich

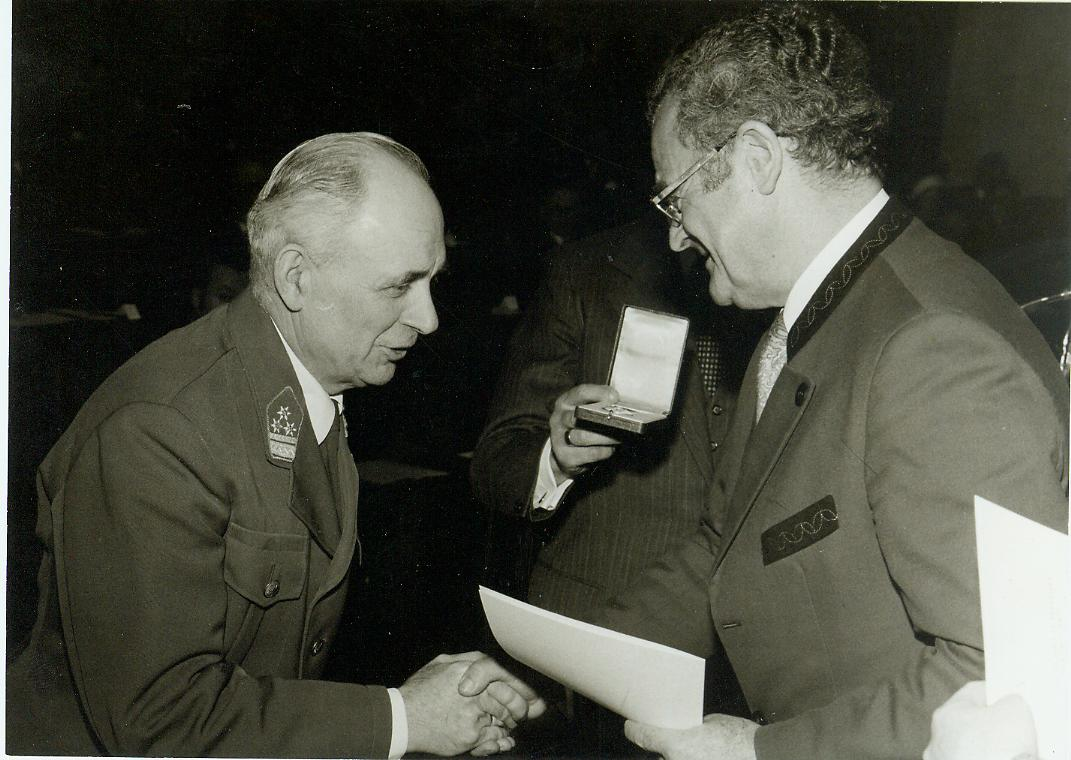
Hans Kummerer bei der Verleihung der Goldenen Medaille des Ehrenzeichens für Verdienste um das Bundesland Niederösterreich durch Landeshauptmann Andreas Maurer

- Medaille: Kreisrund, 35 mm Durchmesser, vergoldet, mit Öse und Ring am dreieckig gefalteten Bande. Die Medaille zeigt auf der Vorderseite in Relief das Zeichen des Ehrenzeichens für Verdienste um das Bundesland Niederösterreich mit dem Landeswappen und auf der Rückseite die Inschrift "Für Verdienste um das Bundesland Niederösterreich".
- Band: Blau, 45 mm breit, mit drei 2 mm breiten gelben Mittelstreifen und gelber Bordierung.

### Silberne Medaille des Ehrenzeichens für Verdienste um das Bundesland Niederösterreich
- Medaille: Kreisrund, 35 mm Durchmesser, versilbert, mit Öse und Ring am dreieckig gefalteten Bande. Die Medaille zeigt auf der Vorderseite in Relief das Zeichen des Ehrenzeichens für Verdienste um das Bundesland Niederösterreich mit dem Landeswappen und auf der Rückseite die Inschrift "Für Verdienste um das Bundesland Niederösterreich".
- Band: Blau, 45 mm breit, mit drei 2 mm breiten gelben Mittelstreifen und gelber Bordierung.

### Bronzene Medaille des Ehrenzeichens für Verdienste um das Bundesland Niederösterreich
- Medaille: Kreisrund, 35 mm Durchmesser, bronziert, mit Öse und Ring am dreieckig gefalteten Bande. Die Medaille zeigt auf der Vorderseite in Relief das Zeichen des Ehrenzeichens für Verdienste um das Bundesland Niederösterreich mit dem Landeswappen und auf der Rückseite die Inschrift "Für Verdienste um das Bundesland Niederösterreich."
- Band: Blau, 45 mm breit, mit drei 2 mm breiten gelben Mittelstreifen und gelber Bordierung.

## Weitere Auszeichnungen des Landes Niederösterreich
- Ehrenring des Landes Niederösterreich[3]
- Rettungsmedaille für das Bundesland Niederösterreich
- Katastropheneinsatzmedaille
- Ehrenzeichen für vieljährige verdienstvolle Tätigkeit auf dem Gebiete des Feuerwehr- und Rettungswesens (für 25-jährige, 40-jährige und 50-jährige verdienstvolle Tätigkeit auf dem Gebiete des Feuerwehr- und Rettungswesens).[4] Bei der Feuerwehr wurde bisher nur die Dienstzeit ab Eintritt in den aktiven Feuerwehrdienst gezählt, ab 2011 werden jedoch bei Verleihungen auch die Dienstzeiten in der Feuerwehrjugend miteingerechnet.[5] Tätigkeiten für noch längere Dienstzeiten werden vom Landesfeuerwehrkommando vergeben.
- Sportehrenzeichen in Gold, Silber, Bronze

Quelle:

## Verleihungspraxis
An wen ein Ehrenzeichen zu verleihen ist, wird in folgenden Paragraphen geregelt:
Kundmachung der NÖ Landesregierung vom 19. März 1974, mit der das Gesetz über das Ehrenzeichen für Verdienste um das Bundesland Niederösterreich wiederverlautbart wird
§ 1
(1) Zur Würdigung verdienstvoller Leistungen sowie hervorragenden öffentlichen und privaten Wirkens um das Ansehen und das Wohl des Bundeslandes Niederösterreich sowie für Verdienste auf Sachgebieten, die in Vollziehung Landessache sind, wird ein Ehrenzeichen geschaffen.
(2) Dieses Ehrenzeichen führt den Namen Ehrenzeichen für Verdienste
um das Bundesland Niederösterreich" und rangiert vor der Rettungsmedaille des Bundeslandes Niederösterreich.
(3) Das Ehrenzeichen hat das Wappen des Landes Niederösterreich zu zeigen und kann nach Größe und Art der Verdienste abgestuft werden.
Verordnung der NÖ Landesregierung vom 6. April 1976 über das Ehrenzeichen für Verdienste um das Bundesland Niederösterreich:
§ 1
(1) Das Ehrenzeichen für Verdienste um das Bundesland Niederösterreich wird an Personen verliehen, die durch öffentliches oder privates Wirken hervorragende Leistungen vollbracht oder gemeinnützige Dienste geleistet und so das Ansehen und das Wohl des Landes Niederösterreich gefördert haben, sowie an Personen, die sich Verdienste auf Sachgebieten erworben haben, die in Vollziehung Landessache sind.
(2) Anregungen auf Verleihung des Ehrenzeichens für Verdienste um das Bundesland Niederösterreich können im Wege der nach dem ordentlichen Wohnsitz des Auszuzeichnenden zuständigen Bezirksverwaltungsbehörde und in Ermangelung eines Wohnsitzes in Niederösterreich unmittelbar bei der Landesregierung gestellt werden.
§ 2
(2) Der Präsident des Landtages und der Landeshauptmann sind gemäß § 3 des Gesetzes über die Schaffung eines Ehrenzeichens für Verdienste um das Bundesland Niederösterreich, LGBl. 0520–0, mit dem Tage ihrer Wahl Inhaber des Goldenen Komturkreuzes mit dem Stern des Ehrenzeichens für Verdienste um das Bundesland Niederösterreich.
§ 4
(1) Jede mit dem Ehrenzeichen für Verdienste um das Bundesland Niederösterreich ausgezeichnete Person ist berechtigt, die ihr zukommende Dekoration in der im § 3 festgelegten Art zu tragen und sich als Inhaber dieser Auszeichnung zu bezeichnen. Andere Vorrechte sind damit nicht verbunden.
(2) Die Dekorationen verbleiben im Eigentum der Beliehenen und deren Erben. Ausgenommen hiervon sind die gesetzlich besonders geregelten Fälle des Verlustes bzw. der Abnahme von Orden und Ehrenzeichen.
(3) Den Inhabern des Ehrenzeichens für Verdienste um das Bundesland Niederösterreich ist das Tragen der ihnen verliehenen Dekorationen in bildgetreuem verkleinertem Maßstab (Miniaturen) sowie das Tragen des Bandes in Form von Rosetten im Knopfloch der bürgerlichen Kleidung oder in Form von schmalen Leisten gestattet

## Aberkennung
Ein bereits verliehenes Ehrenzeichen kann auch wieder aberkannt werden, dies ist im LGBl. 0520-0, § 4 (2) geregelt:
§ 4 (2)
Der Verlust des Ehrenzeichens ist bei wiederholter Verurteilung wegen eines Vergehens oder einer Übertretung auszusprechen, wenn offenkundig ist, daß durch die wiederholten Straftaten das Ansehen des Bundeslandes Niederösterreich geschädigt wird.